# Isuf Sulovari
Isuf Sulovari (ur. 15 lipca 1934 w Elbasanie, zm. 26 stycznia 2006 w Tiranie) – albański malarz.

## Życiorys
Po ukończeniu szkoły w rodzinnym mieście przeniósł się wraz z rodziną do Tirany, gdzie podjął naukę w liceum artystycznym Jordan Misja, pod kierunkiem Sadika Kaceliego. W latach 1959–1961 studiował malarstwo w Instytucie Sztuk Pięknych im. Nicolae Grigorescu w Bukareszcie (klasa Corneliu Baby). Po zerwaniu współpracy Albanii z blokiem państw socjalistycznych w 1961, Sulovari wrócił do Tirany i kontynuował studia w Instytucie Sztuk Pięknych w Tiranie, pod kierunkiem Vilsona Kilicy. Po ukończeniu studiów w 1964 pracował jako nauczyciel rysunku w szkołach podstawowych. W 1980 przeniósł się do liceum artystycznego Onufri w Elbasanie, w którym pracował do 1989. W 1966 został członkiem Ligi Pisarzy i Artystów Albanii. 
Był znanym w Albanii malarzem socrealistycznym, specjalizując się w tematyce historycznej, malował także portrety robotników i pejzaże. Pierwszy raz jego prace zaprezentowano publicznie w 1956 w ramach Wystawy Narodowej w Tiranie. Prace Sulovariego wystawiano także poza granicami kraju: w Rumunii, Austrii i w Chinach.
W latach 90. kontynuował działalność artystyczną, był wtedy uznawany za naśladowcę Ferdynanda Legera i współczesnych malarzy argentyńskich. Pozostawił po sobie obrazy olejne, akwarele, grafiki i rysunki. Największą kolekcję obrazów Sulovariego gromadzi Narodowa Galeria Sztuki w Tiranie, w tym autoportret artysty.